# Фріанде (Повуа-де-Ланьозу)
Фріанде (порт. Friande; МФА: [fɾi.ˈɐ̃.dɨ]) — парафія в Португалії, у муніципалітеті Повуа-де-Ланьозу. Розташована в північно-західній частині країни, на теренах історичної португальської провінції Дору-Міню. Входить до складу округу Брага. За адміністративним поділом, чинним до 1976 року, терени парафії були складовою провінції Міню. Належить до Бразької архідіоцезії Католицької церкви. Патрон — святий Андрій. Площа — 5,0052 км². Населення — 241 ос. (2011). Слабо урбанізований регіон. Густота населення — 48,15 осіб/км²
. Код — 030911.

## Населення
| Кількість мешканців | Кількість мешканців | Кількість мешканців | Кількість мешканців | Кількість мешканців | Кількість мешканців | Кількість мешканців | Кількість мешканців | Кількість мешканців | Кількість мешканців | Кількість мешканців | Кількість мешканців | Кількість мешканців | Кількість мешканців | Кількість мешканців |
| ------------------- | ------------------- | ------------------- | ------------------- | ------------------- | ------------------- | ------------------- | ------------------- | ------------------- | ------------------- | ------------------- | ------------------- | ------------------- | ------------------- | ------------------- |
| 1864                | 1878                | 1890                | 1900                | 1911                | 1920                | 1930                | 1940                | 1950                | 1960                | 1970                | 1981                | 1991                | 2001                | 2011                |
| 532                 | 465                 | 455                 | 437                 | 434                 | 403                 | 451                 | 480                 | 534                 | 552                 | 447                 | 426                 | 393                 | 324                 | 241                 |